# Zhoř, Tachov
Zhoř là một làng thuộc huyện Tachov, vùng Plzeňský, Cộng hòa Séc.